# サギ・ムキ

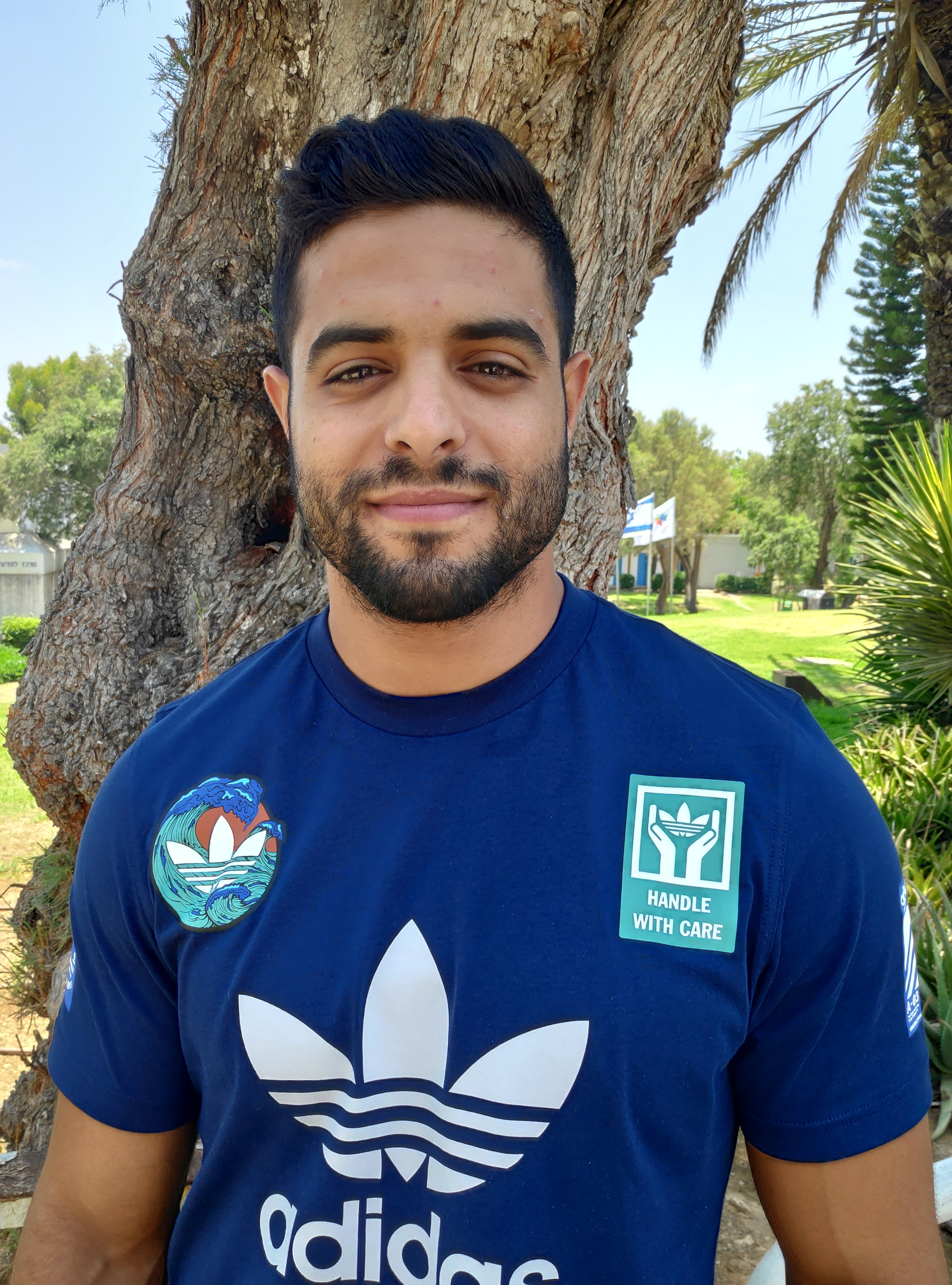

サギ・ムキ（Sagi Muki、1992年5月17日 - ）は、イスラエルの柔道選手。階級は73kg級と81kg級。得意技は袖釣込腰。爆発的で素早い日本の柔道スタイルが気に入ってるという。

## 人物
柔道は、4歳の時にバルセロナオリンピック71kg級銅メダリストのオレン・スマジャが所属するクラブで始めた。2011年のヨーロッパジュニア73kg級で3位になった。2013年にはヨーロッパオープン・トビリシなど3つのコンチネンタルオープン大会で優勝を飾った。
2014年のグランプリ・デュッセルドルフは決勝で日本の秋本啓之に背負投で敗れて2位だったものの、グランドスラム・バクーで優勝を飾った。2015年6月にはバクーで開催されたヨーロッパ選手権を兼ねたヨーロッパ競技大会において、決勝でジョージアのヌグザリ・タタラシビリを破って優勝を果たした。世界選手権では準々決勝で日本の大野将平に有効3つと技ありを取られて完敗するなどして7位に終わった。2016年のリオデジャネイロオリンピックでは準決勝でアゼルバイジャンのルスタム・オルジョフ、3位決定戦でジョージアのラシャ・シャフダトゥアシビリにそれぞれ敗れて5位に終わった。
その後階級を81kg級に上げ、2017年のグランプリ・タシュケントでは優勝した。2018年には地元のテルアビブで開催されたヨーロッパ選手権で優勝し、2階級でのヨーロッパ選手権制覇を達成した。グランドスラム・アブダビでは決勝でベルギーのマティアス・カスを技ありで破って優勝したことにより、UAEでは初めてとみられるイスラエルの国歌が演奏された。試合後にムキは、「もはやイスラエルの選手であることを隠す必要はない。とてもうれしい」とコメントした。また、今大会にはイスラエルのスポーツ・文化大臣であるミリ・レジェブも会場を訪れており、81㎏級の表彰式ではプレゼンターとしてムキに金メダルを授与した。一方、81㎏級の準決勝で世界チャンピオンであるイランのサイード・モラエイがカスと対戦するも、開始早々に左足首を挫いたとして棄権負けになった。しかし、IJFからは今回の一件が決勝でムキとの対戦を避けるための虚偽申告だと判断されることはなかった。
2019年には地元開催となったグランプリ・テルアビブで優勝した。続くグランドスラム・パリでは圧倒的な内容で勝ち上がるも、決勝でドイツのドミニク・レッセルに逆転負けして2位だった。なお、準々決勝でモラエイが格下選手に意図的ともみなされる敗戦を喫したため、準決勝で対戦することはなかった。モラエイは3位決定戦に勝った直後、右膝を負傷したというアピールをして医務室に向かったため、ムキが待つ表彰台に姿を現すことはなかった。3月のグランドスラム・エカテリンブルグでは決勝で永瀬貴規を破り優勝。5月のグランドスラム・バクーでも優勝し、世界ランク2位で世界選手権に臨むこととなった。8月に東京で開催された世界選手権では準決勝でエジプトのモハメド・アブデラール、決勝でベルギーのマティアス・カスを破りイスラエルの男子選手では初めて世界チャンピオンとなった。なお、準決勝直後にアブデラールはムキとの握手を拒否した。この行為についてエジプトの外務省は、スポーツと政治を混同すべきではないと声明を出して、アブデラールを批判した。一方、今大会でモラエイはムキが決勝進出を決めた直後の準決勝で敗れると、勝てばムキと同じ表彰台に立たなければならない3位決定戦でも敗れて5位に終わったが、イスラエル柔道連盟会長のモシェ・ポンテはこの事態について、モラエイが家族の安全を守るために準決勝と3位決定戦で敢えて敗れる道を選ばざるをえなかったと、自身が得た情報を基に解釈している。試合後、モラエイは試合中にイランのスポーツ大臣とオリンピック委員会会長から棄権を強要されたことを明らかにした。ムキは、モラエイと是非対戦してその後に抱擁したいと語った。ワールドマスターズではカスとの決勝を棄権して2位だった。
2021年7月に日本武道館で開催された東京オリンピックでは3回戦で敗れたが、混合団体ではロシアオリンピック委員会戦で90kg級のミハイル・イゴルニコフを破るなどして、チームの勝利に貢献して3位になった。
2022年の世界団体でも3位だった。2023年には地元で開催されたグランドスラム・テルアビブとグランプリ・ザグレブで優勝したが、世界選手権では5位だった。2024年のパリオリンピックでは3回戦で敗れた。
IJF世界ランキングは6995ポイント獲得で1位（24/3/25現在）。

## 主な戦績
73kg級での戦績
- 2011年 - ヨーロッパジュニア　3位
- 2011年 - 世界ジュニア　5位
- 2013年 - ヨーロッパオープン・トビリシ　優勝
- 2013年 - ヨーロッパオープン・タリン　優勝
- 2013年 - ヨーロッパオープン・ミンスク　優勝
- 2014年 - グランプリ・デュッセルドルフ　2位
- 2014年 - グランドスラム・バクー　優勝
- 2014年 - グランプリ・ハバナ　優勝
- 2014年 - グランプリ・アスタナ　2位
- 2014年 - グランプリ・チェジュ　2位
- 2014年 - グランドスラム・東京　5位
- 2015年 - グランプリ・デュッセルドルフ　3位
- 2015年 - グランプリ・ザグレブ　3位
- 2015年 - ワールドマスターズ　7位
- 2015年 - ヨーロッパ競技大会　優勝
- 2015年 - 世界選手権 7位
- 2015年 - グランドスラム・パリ　3位
- 2015年 - グランドスラム・アブダビ 3位
- 2016年 - グランドスラム・パリ　3位
- 2016年 - リオデジャネイロオリンピック 5位

81kg級での戦績
- 2017年 - グランプリ・タシュケント　優勝
- 2018年 - ヨーロッパ選手権　優勝
- 2018年 - グランプリ・ブダペスト　3位
- 2018年 - グランドスラム・アブダビ　優勝
- 2019年 - グランプリ・テルアビブ　優勝
- 2019年 - グランドスラム・パリ　2位
- 2019年 - グランドスラム・エカテリンブルグ　優勝
- 2019年 - グランドスラム・バクー　優勝
- 2019年 - 世界選手権 優勝
- 2019年 - ワールドマスターズ　2位
- 2021年 - ワールドマスターズ　3位
- 2021年 - ヨーロッパ選手権　3位
- 2021年 - 東京オリンピック混合団体　3位
- 2022年 -　世界団体　3位
- 2023年 -　グランドスラム・テルアビブ　優勝
- 2023年 -　世界選手権　5位
- 2023年 -　グランプリ・ザグレブ　優勝
- 2024年 -　グランドスラム・トビリシ　3位

（出典、JudoInside.com）